# Галл, Якоб
Якоб Галл (нидерл. Joop Gall; 25 декабря 1963, Хогезанд-Саппемер, Нидерланды) — нидерландский футболист и тренер.

## Карьера
Галл провел всю свою карьеру, играя за три команды с севера Нидерландов: «Гронинген», «Вендам» и «Херенвен». Завершил игровую карьеру в 1999 году после третьего периода выступлений за «Вендам». Всего за 16 сезонов в профессиональном футболе он провел 383 матча, в которых забил 36 голов.
Первым тренерским опытом Якоба стала любительская нидерландская команда «Де Вогелс», после чего с 2000 по 2005 года был ассистентом четырёх главных тренеров в «Херенвен».
Летом 2005 года возглавил «Вендам», где проработал шесть сезонов в Первом дивизионе, и в 2011 году перешёл на работу в «Гоу Эхед Иглз», выступающий в этом же дивизионе. Однако уже в марте 2012 года Галл был уволен с должности, когда его клуб находился на низком 11-м месте.
В июле 2012 года Галл возглавил ещё один коллектив из Первого дивизиона — «Эммен», где проработал три сезона и покинул команду летом 2015 года.
В мае 2016 года вошёл в тренерский штаб днепродзержинской «Стали», подписав с ней двухлетний контракт. Здесь он стал работать под руководством своего соотечественника Эрика ван дер Мэра, вместе с которым играл в «Вендаме» в 1997—1999 годах. 10 августа 2016 года официально возглавил клуб. В январе 2017 года покинул «Сталь».